# Megalagrion heterogamias
Megalagrion heterogamias – gatunek ważki z rodziny łątkowatych (Coenagrionidae). Jest endemitem hawajskiej wyspy Kauaʻi.